# Diplocystis
Diplocystis — рід грибів родини Diplocystaceae. Назва вперше опублікована 1869 року.

## Класифікація
До роду Diplocystis відносять 6 видів:
- Diplocystis collabascens
- Diplocystis compacta
- Diplocystis guadalupensis
- Diplocystis junodii
- Diplocystis mollis
- Diplocystis wrightii